# Maren Juel

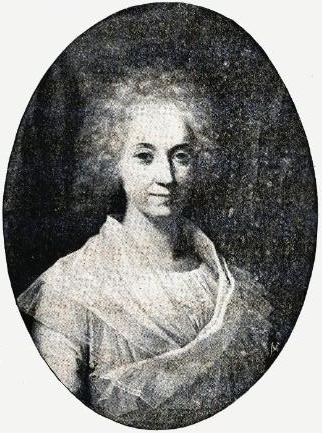
Maren Juel.

Maren Juel, född 1749, död 1815, var en norsk godsägare och affärsidkare samt kulturpersonlighet.  